# 耳原古墳
耳原古墳（みのはらこふん）は、大阪府茨木市耳原にある古墳。形状は円墳。大阪府指定史跡に指定されている。
本項目では耳原古墳の西にある鼻摺古墳・耳原西古墳についても解説する。

## 概要
大阪府北部、安威川・茨木川の間の台地上に築造された古墳である。古くから開口し現在までに墳丘周囲は削平を受けているほか、1912年（大正元年）・1935年（昭和10年）に墳丘・石室の実測調査が実施され、2015年度（平成27年度）に範囲確認の発掘調査が実施されている。
墳形は円形で、直径約21メートル（推定復元30メートル以上）・高さ約8メートルを測る。埋葬施設は両袖式の横穴式石室で、南方向に開口する。玄室には花崗岩の巨石が用いられ、玄室内には組合式家形石棺（奥）・刳抜式家形石棺（手前）の2基が据えられる。副葬品は明らかでない。築造時期は、石棺の様式より古墳時代後期の6世紀末頃または古墳時代終末期の7世紀前半頃の2説がある。
古墳域は1994年（平成6年）に大阪府指定史跡に指定された。西方では鼻摺古墳（耳原方形墳）のほか近年に耳原西古墳が見つかっており（いずれも後述）、本古墳とともに古墳群を形成したことが明らかとなっている。なお、本古墳は帝人大阪研究センターの敷地内に所在し、かつては同センターを介しての見学が可能であったが、同センターの移転に伴い現在では公開は停止されている。

## 遺跡歴
- 1912年（大正元年）、測量調査[2]。

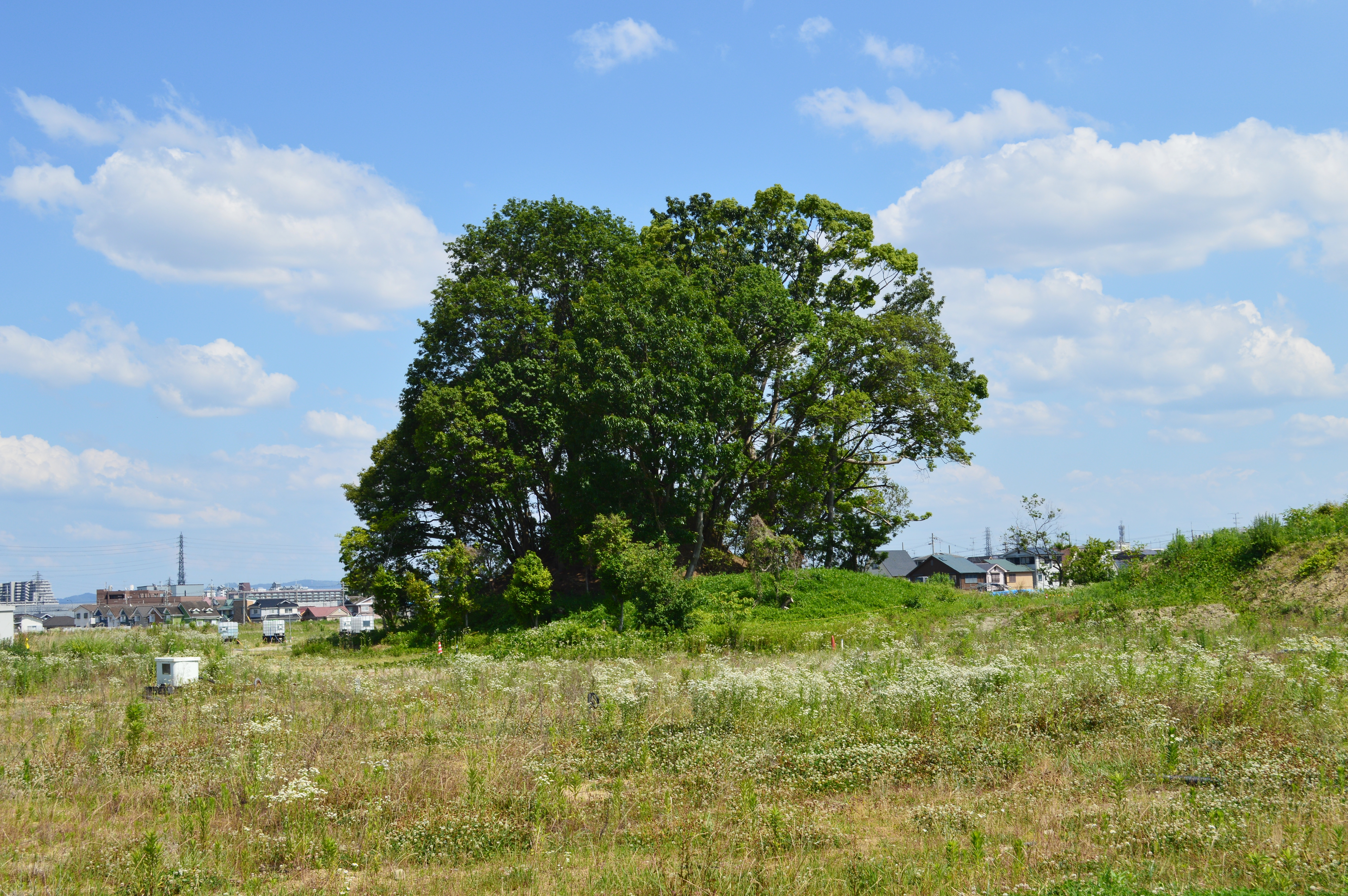
1935年（昭和10年）、測量調査[2]。
- 1994年（平成6年）12月12日、大阪府指定史跡に指定[4]。
- 2015年（平成27年）3月、帝人大阪研究センターの移転計画に伴う古墳公開停止[5]。
- 2015年度（平成27年度）、範囲確認調査（茨木市教育委員会、2016年に概要報告）[2]。

- 墳丘遠景（2019年6月）

## 埋葬施設

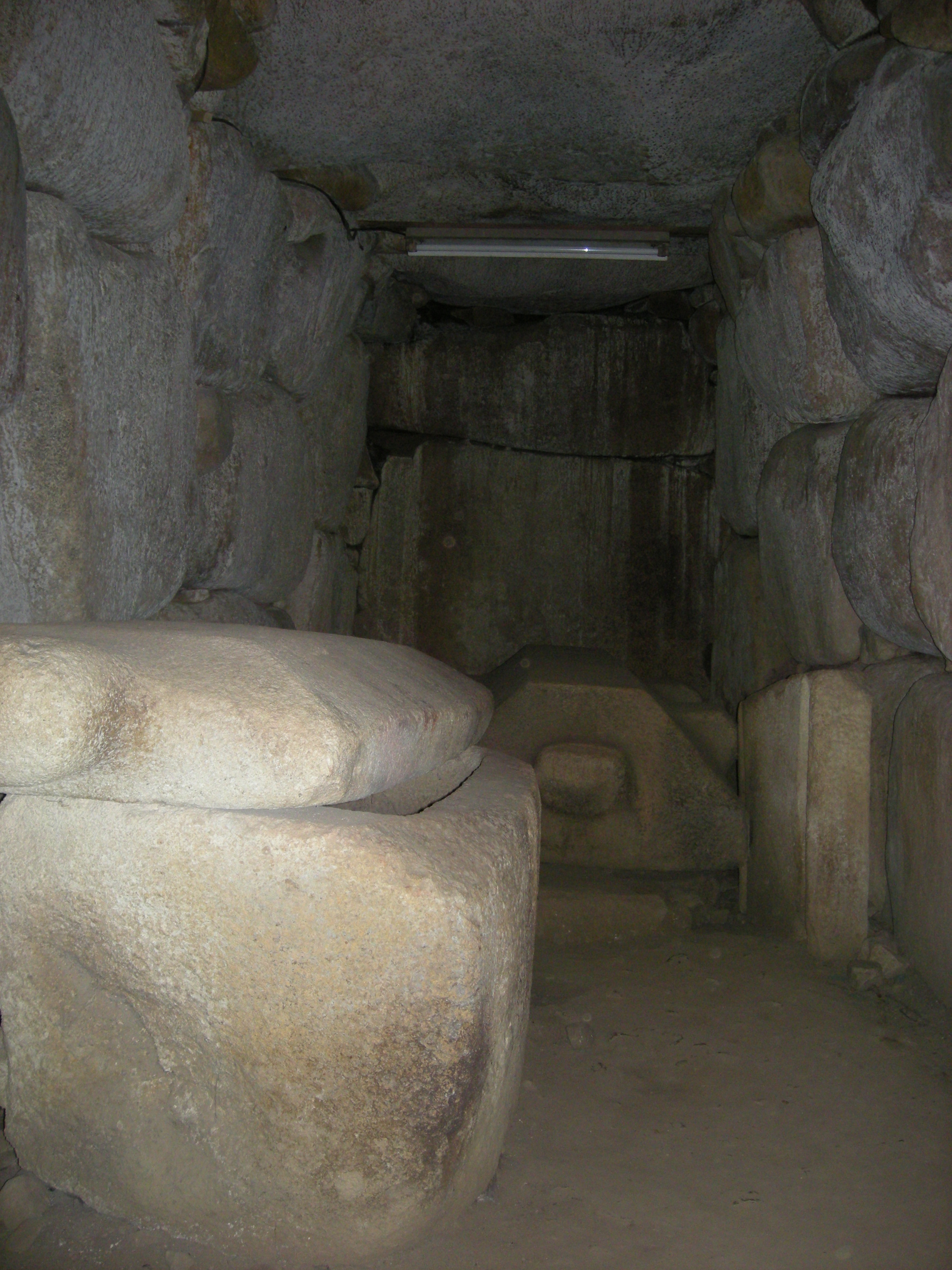
石室 玄室手前・奥に家形石棺2基。

埋葬施設としては、両袖式の横穴式石室が構築されており、南方向に開口する。石室の規模は次の通り。
- 石室全長：13.9メートル
- 玄室：長さ約6.95メートル、幅2.4メートル、高さ3.1メートル
- 羨道：長さ6.95メートル、幅1.8メートル、高さ約1.7メートル

石室の石材は花崗岩で、側壁面は平滑に調整される。側壁は3段に積まれ、最下段に大きい石を垂直に立てた上に、2段目からはやや内傾する。天井石は玄室で5枚、羨道で5枚。
石室内には家形石棺が2基据えられている。奥壁側は組合式家形石棺、羨道側は刳抜式家形石棺で、いずれも兵庫県加古川流域産の成層ハイアロクラスタイト（竜山石）製である。奥棺は中央に据えられ、蓋石・側石2枚・底石の計6枚から構成され、身部は長さ1.89メートル・幅約1.26メートル・高さ約0.9メートル、蓋石は長さ2.19メートル・高さ0.16メートルを測る。蓋石には方形の縄掛突起として前後各1個・左右各2個の計6個が造り出され、底石にも突起が造り出される。手前棺は西壁に沿って据えられ、身部は長さ2.07メートル・幅0.87メートル・高さ約0.69メートル、蓋石は高さ0.3メートルを測る。蓋石には円形の縄掛突起として前後各1個の計2個が造り出され、身部はやや胴張りする。両棺とも内面には朱が塗られたと見られる。

## 鼻摺古墳
鼻摺古墳（はなずりこふん）または耳原方形墳は、耳原古墳の南西約270メートルにある古墳。形状は方墳。史跡指定はされていない。これまでに大規模な盗掘に遭っているほか、1960年（昭和35年）・2010年度（平成22年度）に発掘調査が実施されている。
墳形は方形で、一辺約33メートル・高さ約5.5メートルを測る。墳丘周囲には周濠が巡らされており、幅は12メートル（南側）・約7メートル（北・東・西側）、深さは約1.4メートルを測る。埋葬施設は発掘調査時にはすでに失われており、明らかでない。出土品としては須恵器・瓦器片がある。
築造時期は古墳時代後期-終末期の6世紀-7世紀頃と推定される。

### 遺跡歴

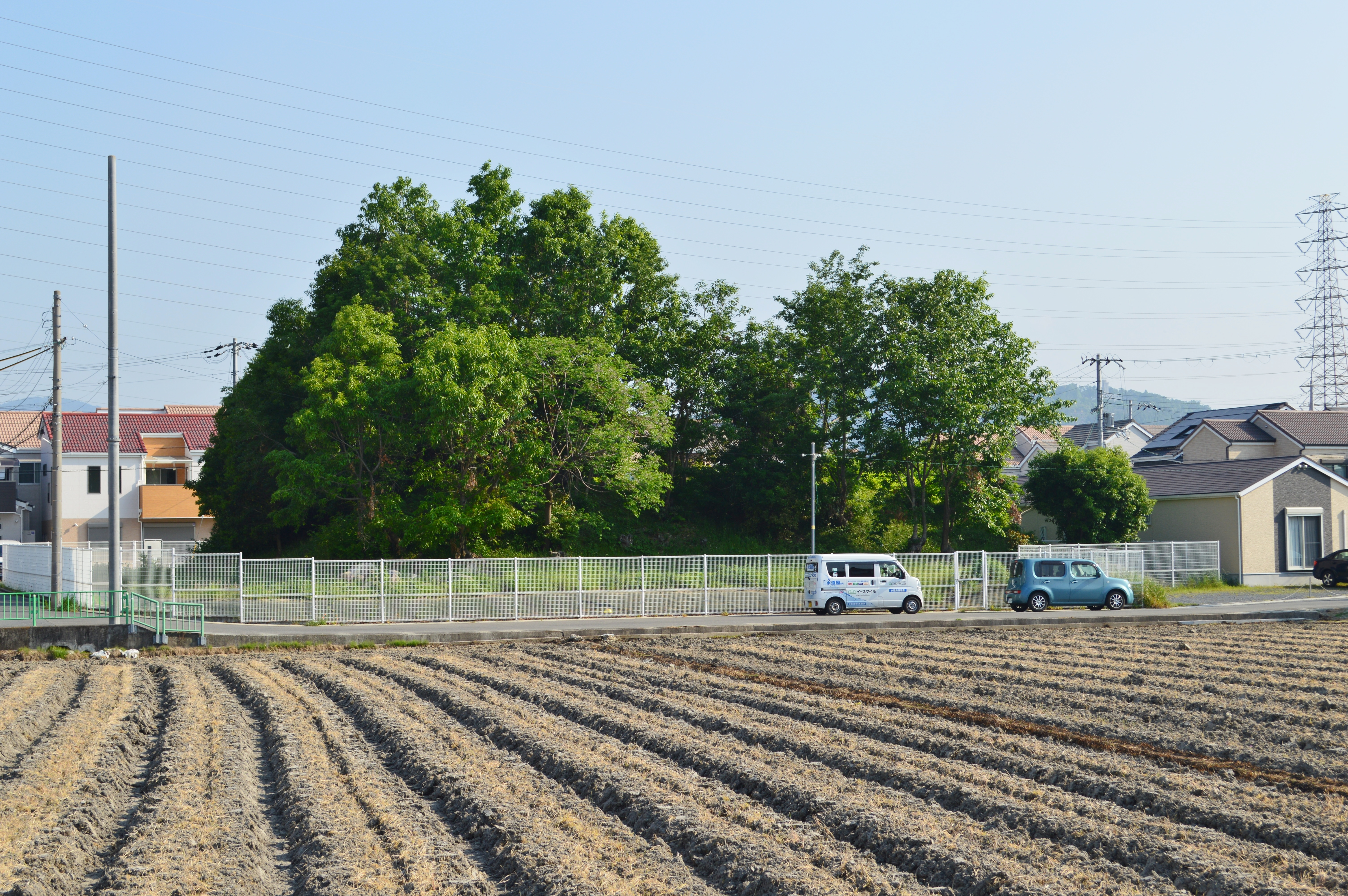
1960年（昭和35年）、発掘調査（大阪市立美術館・茨木市教育委員会）[9]。
- 2000年度（平成12年度）、墳丘西側の発掘調査（茨木市教育委員会、2001年に概要報告）[9]。
- 2010年度（平成22年度）、墳丘の発掘調査[8]。

- 墳丘（2019年5月）

## 耳原西古墳
耳原西古墳（みのはらにしこふん）は、耳原古墳の西約200メートルにあった古墳。形状は円墳。現在までに墳丘は失われ、2004年度（平成16年度）の耳原遺跡の発掘調査で埋没古墳として発見されている。
墳形は円形。埋葬施設は小規模な横穴式石室で、南南東方向に開口した。出土品としては金製冠・ガラス小玉などがある。
築造時期は石室より古墳時代後期の6世紀後半頃と推定される。なお調査では5世紀代の埴輪列・須恵器が認められており、最初に方墳が築造されたのち、石室付円墳の本古墳が築造されたものと見られる。
現在、検出された石室は鼻摺古墳そばに移築保存されている。

## 文化財

### 大阪府指定文化財
- 史跡
  - 耳原古墳 - 1994年（平成6年）12月12日指定[10][4]。

## 関連文献
（記事執筆に使用していない関連文献）
- 『新修茨木市史 第7巻 史料編 考古』茨木市、2014年。